# حجت‌آباد کاسه‌رود
حجت‌آباد کاسه‌رود، روستایی در دهستان فورگ بخش فورگ شهرستان داراب در استان فارس ایران است.

## جمعیت
بر پایه سرشماری عمومی نفوس و مسکن در سال ۱۳۹۵، جمعیت این روستا برابر با ۳۰ نفر (۸ خانوار) بوده است.